# أكبر من أن يفشل (كتاب)
أكبر من أن يفشل: القصة الداخلية كيف قاومت وول ستريت وواشنطن لإنقاذ النظام المالي-وانقاذ أنفسهم (بالإنجليزية: Too Big to Fail: The Inside Story of How Wall Street and Washington Fought to Save the Financial System—and Themselves)‏، معروف أيضًا باسم أكبر من أن يفشل: داخل معركة إنقاذ وول ستريت (بالإنجليزية: Too Big to Fail: Inside the Battle to Save Wall Street)‏، هو كتاب غير خيالي من تأليف الصحفي والمؤلف الأمريكي أندرو روس سوركين، يؤرخ الكتاب لأحداث الأزمة المالية لعام 2008 وانهيار وإفلاس بنك ليمان براذرز من وجهة نظر الرؤساء التنفيذيين في وول ستريت والمنظمين الحكوميين في الولايات المتحدة.  صدر الكتاب في 20 أكتوبر 2009 من قبل دار النشر فايكينغ برس.
حاز الكتاب على جائزة جيرالد لوب 2010 لأفضل كتاب أعمال،  وتم ترشيحه لجائزة صموئيل جونسون  وجائزة فايننشال تايمز وجولدمان ساكس بيزنس بوك لعام 2010. 
حُوِّل الكتاب في عام 2011 لفيلم باسم أكبر من أن يفشل.

## ملخص
يقدم الكتاب لمحة عامة عن الأزمة المالية لعام 2007-2008 منذ بداية عام 2008 حتى قرار إنشاء برنامج إغاثة الأصول المتعثرة (TARP). ويروي الكتاب القصة من وجهة نظر قادة المؤسسات المالية الكبرى والسلطات التنظيمية الرئيسية، ويصف بطريقة مفصلة للغاية مناقشاتهم وقراراتهم اليومية خلال تلك الفترة الصعبة.

## جوائز
- جائزة جيرالد لوب، 2010
- جائزة صموئيل جونسون ، 2010 .
- جائزة فايننشال تايمز وجولدمان ساكس بيزنس بوك لعام 2010.

## وصلات خارجية
- صفحة الكتاب على المكتبة المفتوحة.